# We Died, They Remixed
We Died, They Remixed è un album discografico di remix del gruppo musicale australiano Architecture in Helsinki, pubblicato nel 2006.

## Tracce
1. Do the Whirlwind – 4:38 (Safety Scissors)
2. It'5! (Poutine Dream Mix) – 4:49 (33 Hz & Ming)
3. Wishbone – 3:39 (Franc Tetaz)
4. Neverevereverdid (Cave Rave Remix) – 4:14 (YACHT)
5. Frenchy I'm Faking (DAT Politics Remix) – 2:35
6. Tiny Paintings (Tiny Paintings Remix) – 4:03 (Squeak E. Clean & Koool G Murder)
7. The Cemetery (Cemetery Sass Emerary) – 2:56 (New Buffalo)
8. In Case We Die – 3:52 (DJ Mehdi)
9. Do the Whirlwind – 4:38 (Hot Chip)
10. Need to Shout – 3:20 (Mocky)
11. Maybe You Can Owe Me – 3:38 (Qua)
12. What's in Store? (Up All Night Remix) – 4:00 (Mountains in the Sky)
13. Rendezvous: Potrero Hill (Isan Three Point Four Five Five Mix) – 6:28 (Isan)
14. Like a Call (Buy Me Now I'm Cheap Remix) – 5:20 (Jeremy Dower)